# Sophie Clément
Pour les articles homonymes, voir Clément.
Sophie Clément est une actrice québécoise, née à Montréal le 18 septembre 1943.

## Biographie
Elle est diplômée de l’École nationale de théâtre en 1965.

## Filmographie

### Télévision
- 1970 : En pièces détachées (téléthéâtre basé sur la pièce de Michel Tremblay) : Mado
- 1976 - 1978 : Grand-Papa (série télévisée) : Shirley
- 1980 : Jeune Délinquant (minisérie) : Madame Poirier
- 1980 - 1982 : Boogie-woogie 47 (série télévisée) : La Kouriane
- 1981 - 1983 : Les Girouettes (série télévisée) : Yvette Gingras
- 1984 - 1988 : À plein temps (série télévisée) : Voix de Huguette Champoux
- 1985 - 1986 : Manon (série télévisée) : Rollande Lafontaine
- 1986 - 1987 : La Clé des champs (série télévisée) : Justine
- 1987 - 1990 : La Maison Deschênes (série télévisée) : Marité
- 1987 - 1990 : L'Héritage (série télévisée) : Blanche Soucy
- 1988 : L'Amour avec un grand A (TV) : Mimi
- 1993 : Bonjour, là, bonjour (téléthéâtre) : Lucienne
- 1999 - 2001 : Catherine (série télévisée) : Michelle Gaucher
- 2000 : Albertine, en cinq temps (téléfilm) : Albertine (50 ans)
- 2001 : Fortier (série télévisée) : Juge
- 2002 - 2003 : Les Super Mamies (série télévisée) : Louison Caillé
- 2009 : Virginie (série télévisée) : Bernadette
- 2016 : Unité 9 (série télévisée) : France Vanier
- 2019 - 2024 : 5e rang (série télévisée) : Monique Lacombe

### Cinéma
- 1967 : Charlie's Day
- 1972 : Françoise Durocher, waitress : L'une des Françoise Durocher
- 1973 : O.K. ... Laliberté : La femme à la phobie des puces
- 1974 : Il était une fois dans l'Est : Carmen
- 1974 : Les Ordres : Ginette Lavoie
- 1976 : L'Eau chaude, l'eau frette : Carmen
- 1985 : Discussions in Bioethics: A Chronic Problem
- 1986 : A Gift for Kate
- 1989 : Without Work: Sidetracked
- 1998 : Hasards ou Coïncidences : Mère de Catherine
- 2020 : Le Rire : Alice

## Théâtre
- 1978 : Les fées ont soif, m.e.s. Jean Luc Bastien, TNM
- 1997 : Albertine, en cinq temps, m.e.s. Martine Beaulne, Espace Go et tournée '97, Espace Go 2000
- 2000 : Madame Ignazia, Ce soir on improvise, m.e.s. Claude Poissant, TNM
- 2005 : Nunziana Robertini, Un mariage pas comme les autres, m.e.s. Manon Lussier, Théâtre Profusion 2005, Théâtre Rougemont et tournée 2006
- 2006 : Histoire de Marie, m.e.s. Jean-Marie Papapietro, Théâtre de fortune
- 2007 : Août un repas à la campagne, La tournée, m.e.s. Fernand Rainville, Théâtre de la Manufacture
- 2008 : Dr. Jekyll & Mr. Hyde, m.e.s. Jean-Guy Legault, Théâtre Denise-Pelletier THÉÂTRE
- 2009 : Coup de ciseaux 2, m.e.s. Claude Maher, Théâtre le Patriote (Sainte-Agathe-des-Monts)